# Maomé II de Marrocos
Maomé II de Marrocos ou também Abdu'llah Sidi Muhammad II foi um rei de Marrocos da Dinastia Alauita, reinou entre 1736 e 1738. Foi antecedido no trono por Abedalá de Marrocos, e foi seguido no trono por Almostadi de Marrocos.